# La trama Idiota
En crítica literaria, una trama idiota es aquella que "sigue avanzando solo porque todos los involucrados son idiotas" en la cual la historia terminaría rápido, o ni siquiera ocurriría, si este no fuera el caso.  Es una narrativa dónde su conflicto nace de que los personajes no son capaces de reconocer, o no se les hace saber, información clave que resolvería el conflicto, muchas a veces a conveniencia del guion. Lo único que previene que el conflicto se resuelva es que los personajes constantemente evitan u olvidan información crucial a través de la trama, incluso si es muy obvio para el espectador, así que los personajes son todos "Idiotas" en su incapacidad de resolver el conflicto de inmediato.
En su colección de 1956; En busca del asombro, el autor y crítico de ciencia ficción Damon Knight, dice que el término pudo haberse originado con el autor James Blish. Knight acuñó el término trama idiota de segunda como una narrativa “en la que no solo los personajes principales, pero la sociedad completa son idiotas de primera categoría, o la historia no ocurriría”.
En 2005 el crítico Roger Ebert escribió: “Puedo dejar pasar una Trama Idiota si es llevada a cabo correctamente (Tomen en cuenta Astaire y Rogers en Sombrero de Copa). Pero cuando los personajes tienen un trasfondo y sus decisiones consecuencias, me termina hastiando que sus malentendidos puedan terminar con palabras sencillas que el guion no los deja formular.” En un escenario distinto, solo el protagonista es un idiota.
En un escrito del 2013 David Brin explora una variante de la trama idiota. En la mayoría de novelas y películas de aventura los autores y directores tienden a mantener a sus protagonistas en peligro. Esto sería peligroso si estos estuvieran rodeados de profesionales capacitados, que podrían intervenir y ayudar de ser necesario. Entonces, la narrativa separa a los personajes de cualquier ayuda significativa, de manera que cualquier asistencia real, llega tarde, o esta por debajo del nivel de amenaza de los antagonistas. Entre más poderosos los villanos, más competente es la ayuda que les es permitida a los personajes. “Pero en su mayoría, las instituciones y los compañeros son mostrados como ovejas, de modo que solo las acciones del héroe importan”.

## Ejemplos
- Roger Ebert describe la película Sombrero de Copa de 1935 como una trama idiota ya que depende de “un malentendido que es prácticamente imposible”, Consiste en que el personaje de Ginger Rogers, de alguna manera nunca ha conocido al marido de su mejor amiga, y es capaz de confundirlo con un completo desconocido (Interpretado por Fred Astaire) por él, y como ese malentendido sigue ocurriendo sin ser cuestionado. Ebert plantea que “La situación podría resolverse en cualquier momento con una sola línea de diálogo inteligente”, aun así los escritores evitan esto para que la trama siga desarrollándose.[5]
- El escritor Dennis Russell Bailey comenta sobre un episodio de Stark Trek: The Next Generation “Trampa Samaritana” que “Nada de lo ocurrido en el episodio hubiera tenido lugar si los personajes no hubiera decidido volverse imbéciles esa semana” ignorando el aviso de los oficiales especializados y rehusándose a seguir procedimientos de primaria.[6]